# 330 Dywizja Piechoty (III Rzesza)
330 Dywizja Piechoty (niem. 330. Infanterie-Division) – niemiecka dywizja z czasów II wojny światowej, rozbita w czasie walk na froncie wschodnim. 

## Formowanie i walki
Sformowana na poligonie Wandern na mocy rozkazu z 19 grudnia 1941, w 17. fali mobilizacyjnej w III Okręgu Wojskowym. W styczniu 1942 została wysłana na front wschodni, gdzie pod Demidowem była atakowana przez pododdziały radzieckiej 4 Armii Uderzeniowej. W październiku 1943, w wyniku poniesionych strat, przestała funkcjonować jako samodzielna jednostka bojowa i została zredukowana do 330 grupy dywizyjnej. Ostatecznie resztki 330 DP wcielono do 342 DP, 367 DP i 35 DP.

## Dowódcy dywizji
- gen. por. Karl Graf 17 XII 1941 – 5 I 1942;
- gen. Edwin Graf von Rotkirch und Trach 5 I 1942 – 22 VI 1943;
- gen. mjr Georg – Heinrich Zwade 22 VI 1943 – 23 IX 1943;
- gen. por. Wilhelm Falley 23 IX 1943 – 5 X 1943;
- gen. mjr Hans Sauerbrey 5 X 1943 – 5 XI 1943.

## Struktura organizacyjna
- Struktura organizacyjna w grudniu 1941 roku:

554., 555. i 556. pułk piechoty, 330. pułk artylerii, 330. batalion pionierów;
- Struktura organizacyjna w styczniu 1942 roku:

554., 555. i 556. pułk piechoty, 330. pułk artylerii, 330. batalion pionierów, 330. oddział przeciwpancerny, 330. oddział łączności;
- Struktura organizacyjna w 194[wymaga weryfikacji?] roku:

554. i 555. pułk grenadierów, 330. pułk artylerii, 330. batalion pionierów, 330. oddział przeciwpancerny, 330. oddział łączności.